# Ethan Zubak
Ethan Zubak (sinh ngày 15 tháng 4 năm 1998) là một cầu thủ bóng đá chuyên nghiệp người Mỹ thi đấu ở vị trí tiền đạo cho câu lạc bộ Nashville SC tại Major League Soccer.

## Sự nghiệp
Zubak bắt đầu sự nghiệp trẻ của mình tại Học viện Arsenal FC ở California trước khi gia nhập Học viện LA Galaxy năm 2013. Zubak là thành viên của đội Học viện U16 Galaxy, đã giành chức vô địch quốc gia vào năm 2014.  Vào ngày 9 tháng 8 năm 2015, Zubak ra mắt chuyên nghiệp cho LA Galaxy II trong trận thua 1-2 trước Arizona United SC. Anh ghi bàn thắng tại giải đấu chuyên nghiệp đầu tiên vào ngày 2 tháng 4 năm 2016, vào lưới Real Monarchs. Anh ghi bàn thắng đầu tiên cho đội tuyển quốc gia vào ngày 5 tháng 9 năm 2016, tại Giải đấu Stevan Vilotic ở Topola, Serbia trước Hungary.
Vào ngày 22 tháng 8 năm 2020, Zubak ghi bàn thắng đầu tiên tại MLS vào lưới LAFC.

## Thống kê sự nghiệp

### Câu lạc bộ
Tính đến ngày 5 tháng 11 năm 2020
| Câu lạc bộ     | Mùa giải       | Cúp liên đoàn    | Cúp liên đoàn | Cúp liên đoàn | Cúp quốc gia | Cúp quốc gia | Châu lục | Châu lục | Khác | Khác | Tổng | Tổng |
| Câu lạc bộ     | Mùa giải       | Hạng             | Trận          | Bàn           | Trận         | Bàn          | Trận     | Bàn      | Trận | Bàn  | Trận | Bàn  |
| -------------- | -------------- | ---------------- | ------------- | ------------- | ------------ | ------------ | -------- | -------- | ---- | ---- | ---- | ---- |
| LA Galaxy II   | 2015           | USL              | 1             | 0             | —            | —            | —        | —        | —    | —    | 1    | 0    |
| LA Galaxy II   | 2016           | USL              | 22            | 2             | —            | —            | —        | —        | 1    | 0    | 23   | 2    |
| LA Galaxy II   | 2017           | USL              | 28            | 4             | —            | —            | —        | —        | —    | —    | 28   | 4    |
| LA Galaxy II   | 2018           | USL              | 31            | 11            | —            | —            | —        | —        | —    | —    | 31   | 11   |
| LA Galaxy II   | 2019           | USL Championship | 20            | 9             | —            | —            | —        | —        | 1    | 0    | 21   | 9    |
| LA Galaxy II   | 2020           | USL Championship | 0             | 0             | —            | —            | —        | —        | —    | —    | 0    | 0    |
| LA Galaxy II   | Tổng           | Tổng             | 102           | 26            | 0            | 0            | 0        | 0        | 2    | 0    | 104  | 26   |
| LA Galaxy      | 2018           | MLS              | 0             | 0             | 1            | 0            | —        | —        | —    | —    | 1    | 0    |
| LA Galaxy      | 2019           | MLS              | 3             | 0             | 2            | 0            | 2        | 0        | 0    | 0    | 7    | 0    |
| LA Galaxy      | 2020           | MLS              | 15            | 2             | —            | —            | —        | —        | —    | —    | 15   | 2    |
| LA Galaxy      | Tổng           | Tổng             | 18            | 2             | 3            | 0            | 2        | 0        | 0    | 0    | 23   | 2    |
| Tổng sự nghiệp | Tổng sự nghiệp | Tổng sự nghiệp   | 120           | 28            | 3            | 0            | 2        | 0        | 2    | 0    | 127  | 28   |

1. 1 2  Số trận ra sân tại Vòng loại trực tiếp USL
2. ↑  Số trận ra sân tại Leagues Cup

## Đời tư
Zubak là một tín hữu Kitô giáo. Zubak đã kết hôn với Katie Zubak.